# Knox (Dakota del Nord)
Knox è un centro abitato (city) degli Stati Uniti, situato nella Contea di Benson nello Stato del Dakota del Nord. Nel censimento del 2000 la popolazione era di 59 abitanti. La città è stata fondata nel 1887.

## Geografia fisica
Secondo i rilevamenti dell'United States Census Bureau, la località di Knox si estende su una superficie di 1,30 km², tutti occupati da terre.

## Popolazione

### Censimento del 2010
Al censimento del 2010 c'erano 25 persone, 13 famiglie e 6 famiglie che vivevano in città. La densità di popolazione era di 50,0 abitanti per miglio quadrato (19,3/km2). C'erano 26 unità abitative con una densità media di 52,0 per miglio quadrato (20,1/km2). La composizione razziale della città era 100,0% bianca.
C'erano 13 famiglie, di cui il 7,7% aveva figli di età inferiore ai 18 anni che vivevano con loro, il 38,5% erano coppie sposate che convivono, il 7,7% aveva una donna capofamiglia senza marito presente e il 53,8% non erano famiglie. Il 30,8% di tutte le famiglie era composto da individui e il 30,8% aveva qualcuno che viveva da solo di età pari o superiore a 65 anni. La dimensione media della famiglia era 1,92 e la dimensione media della famiglia era 2,50.
L'età media in città era di 59,8 anni. L'8% dei residenti aveva meno di 18 anni; il 4% aveva un'età compresa tra i 18 ei 24 anni; il 16% aveva dai 25 ai 44 anni; il 36% aveva tra i 45 ei 64 anni; e il 36% aveva 65 anni o più. La composizione di genere della città era del 48,0% maschile e del 52,0% femminile.
Al censimento del 2000, c'erano 59 persone, 22 famiglie e 13 famiglie che vivevano in città. La densità di popolazione era di 118,6 persone per miglio quadrato (45,6/km2). C'erano 28 unità abitative con una densità media di 56,3 per miglio quadrato (21,6/km2). La composizione razziale della città era del 96,61% di bianchi, dell'1,69% di afroamericani, dell'1,69% di altre razze. Ispanici o latini di qualsiasi razza erano il 3,39% della popolazione.
C'erano 22 famiglie, di cui il 31,8% aveva figli di età inferiore ai 18 anni che vivevano con loro, il 54,5% erano coppie sposate che convivono, il 4,5% aveva una donna capofamiglia senza marito presente e il 36,4% non erano famiglie. Il 27,3% di tutte le famiglie era composto da individui e il 22,7% aveva qualcuno che viveva da solo di età pari o superiore a 65 anni. La dimensione media della famiglia era 2,68 e la dimensione media della famiglia era 3,36.
In città la popolazione era distribuita, con il 37,3% di età inferiore ai 18 anni, il 6,8% tra i 18 e i 24 anni, il 15,3% tra i 25 ei 44 anni, il 28,8% tra i 45 e i 64 anni e l'11,9% tra i 65 anni o più vecchio. L'età media era di 35 anni. Per ogni 100 femmine, c'erano 90,3 maschi. Per ogni 100 femmine dai 18 anni in su, c'erano 85,0 maschi.
Il reddito medio per una famiglia in città era di $ 22.500 e il reddito medio per una famiglia era di $ 30.000. I maschi avevano un reddito medio di $ 33.125 contro $ 14.167 per le femmine. Il reddito pro capite per la città era di $ 12.808. C'erano il 14,3% delle famiglie e il 18,4% della popolazione che viveva al di sotto della soglia di povertà, di cui il 25,0% sotto i diciotto anni e nessuno sopra i 64 anni.